# Rudolf von Bernhard

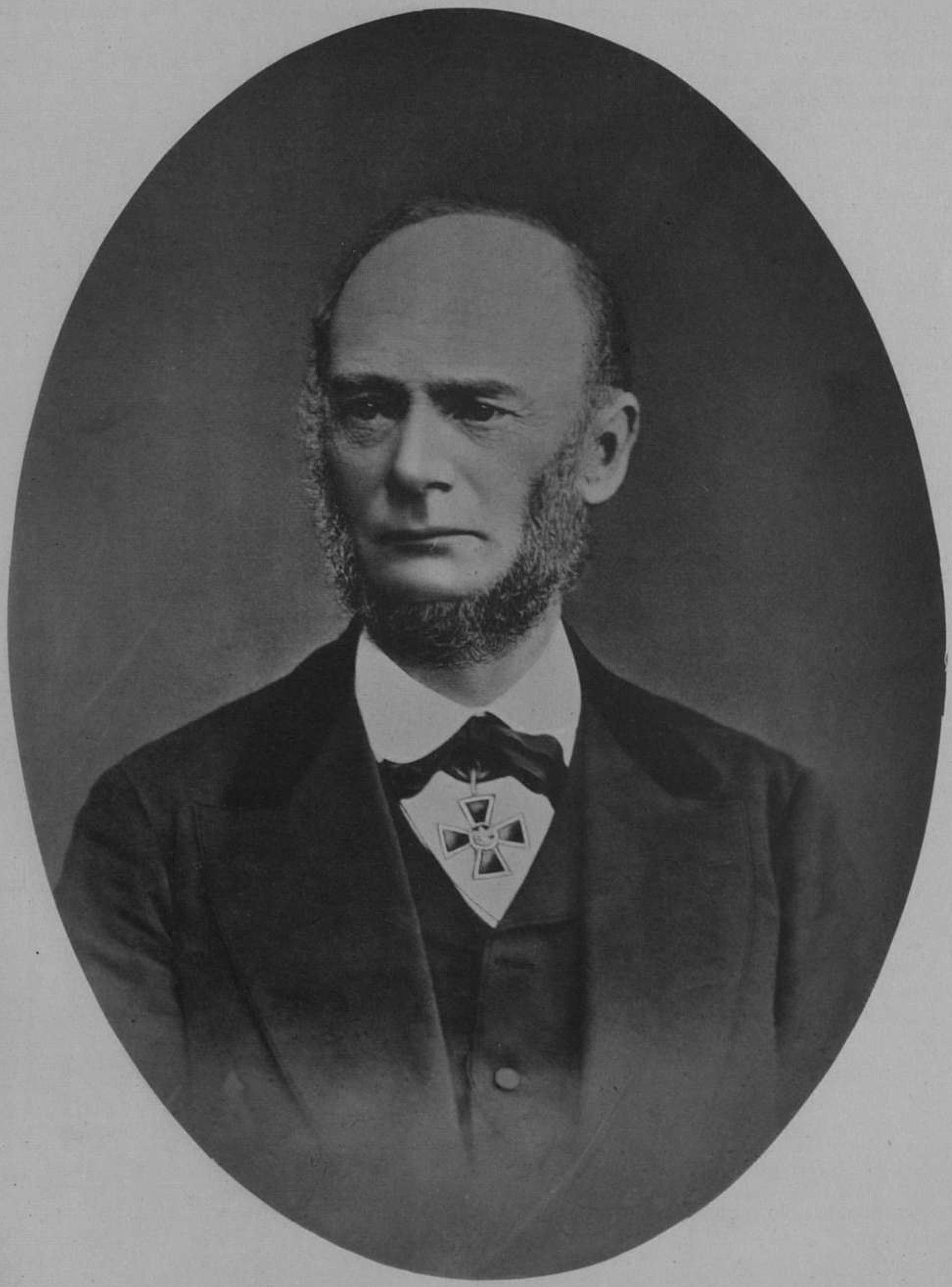
Rudolf von Bernhard

Rudolf Bogdanowitsch (Karl Rudolf) von Bernhard (russisch Рудольф Богданович фон Бернгард; * 20. Maijul. / 1. Juni 1819greg. in Fonal, estnisch: Vohnja mõis, Gouvernement Estland; heute zu Kadrina; † 3. Augustjul. / 15. August 1887greg. in Dorpat) war ein deutschbaltisch-russischer Architekt und Hochschullehrer.

## Leben
Bernhard, Sohn des Architekten Gotthilf Benjamin Bernhard und seiner Frau Charlotte Henriette geborene Stange, besuchte das Gustav-Adolf-Gymnasium in Reval und begann dann im Alter von 14 Jahren als Schreiber in der Kanzlei des estländischen Gouverneurs zu arbeiten. 1839 ging er nach St. Petersburg und studierte an der Kaiserlichen Akademie der Künste (IACh) in der Klasse von Konstantin Andrejewitsch Thon bis 1843. Darauf wurde er mit anderen Stipendiaten in die St. Petersburger Bauhochschule übernommen, an der er das Studium 1846 mit einer Goldmedaille abschloss.
Bernhard begann seine Arbeit nach dem Studium als Assistent im Zeichensaal der Verwaltung des 1. Kreises des Verkehrswegeministeriums. Bald wurde er Architekt der Ersten Abteilung des 1. Kreises. Zu seinen vielen Projekten gehörten auch Wasserbauprojekte.
1854 wurde Bernhard Leiter der 3. Spezialklasse des Instituts für Verkehrsingenieurwesen und lehrte dort bis 1870. Mit einer Untersuchung der Gründe für den Einsturz einer Kirche auf der Petrograder Seite wurde er bekannt, so dass der Rat der Bauhochschule ihn zum Ingenieur-Architekten ernannte. Ab 1863 arbeitete er als Architekt eines der Stadtteile St. Petersburgs, worauf er zum städtischen Hauptarchitekten ernannt wurde. 1864 wurde er Freies Mitglied der IACh und 1865 Leiter des Lehrstuhls für Baukunst der IACh. In diesem Jahr wurde er auch Architekt der Akademie der Wissenschaften, des Historisch-Philologischen Instituts (im früheren Palast Peters II.) und des Meteorologischen Observatoriums, dessen Renovierung er bis 1873 leitete.
1865–1878 war Bernhard stimmberechtigtes Mitglied der St. Petersburger Stadtduma, die ihn 1875 in die Kommission zur Überwachung des Baus der Kaiser-Alexander-II.-Brücke über die Newa wählte. 1871 wurde er zum Professor ernannt. 1872 untersuchte er im Auftrag der IACh die Kuppel des Petersdoms in Rom. 1873 wurde er Direktor der St. Petersburger Bauhochschule, deren Reorganisation 1882 als Institut für Zivilingenieure er wesentlich mitbestimmte. 1878 wurde er Mitglied der internationalen Kommission zur Überprüfung der Standfestigkeit des Petersdoms in Rom. Bernhard war Ehrenmitglied und Vizepräsident der St. Petersburger Architektengesellschaft. Als Mitglied des Bautechnikkomitees des Innenministeriums kontrollierte er die Bauprinzipien aller zu bauenden Kirchen. 1886 ging Bernhard als Geheimer Rat (4. Rangklasse) in den Ruhestand und ließ sich in Reval nieder. Er starb nach langer Krankheit in Dorpat.
Bernhards Söhne August (1852–1908), Erwin (1852–1914), Wilhelm (1856–1909) und Richard (1864–1929) waren ebenfalls Architekten.

## Werke
- Feuerwache, Repin-Platz 1, St. Petersburg (1849–1851 mit Rudolf Żelaziewicz)
- K.-K.-Feleisen-Haus an der Moika (1853–1854 mit Harald Julius von Bosse)
- Karlskirche in Reval (1862–1870 mit Otto Pius Hippius)
- Umbau des Palasts Peters II. (Historisch-Philologisches Institut, 1867–1870 mit Wassili Iwanowitsch Sobolschtschikow)
- Evangelisches Frauenkrankenhaus mit Lutherischer Kirche, Ligowski-Prospekt 2–4, St. Petersburg (1869–1871 mit Otto Pius Hippius)
- Umbau der 1730 gebauten E.-M.-Meier-Villa, Angliskaja Nabereschnaja 30, St. Petersburg (1870–1872 mit Karl Karlowitsch Rachau)
- Stabilisierung der Sankt-Petri-Kirche (Sankt Petersburg) durch Stahlanker (1883)
- St. Petersburger Gaswerk am Obwodny-Kanal (1884 mit Wilhelm Bernhard)
- Moskauer Gaswerk (mit Max Hoeppener)

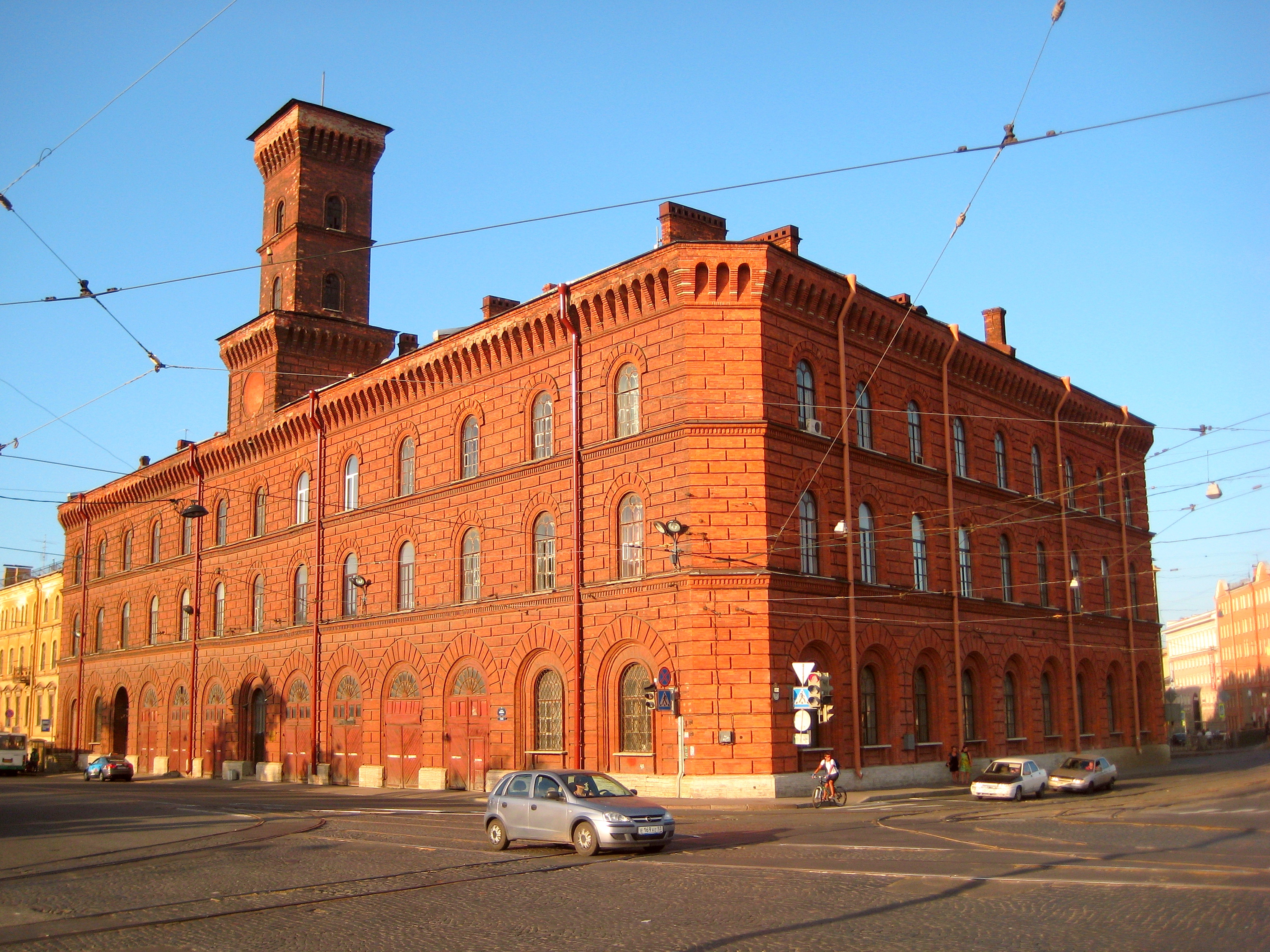
Feuerwache, Repin-Platz 1, St. Petersburg
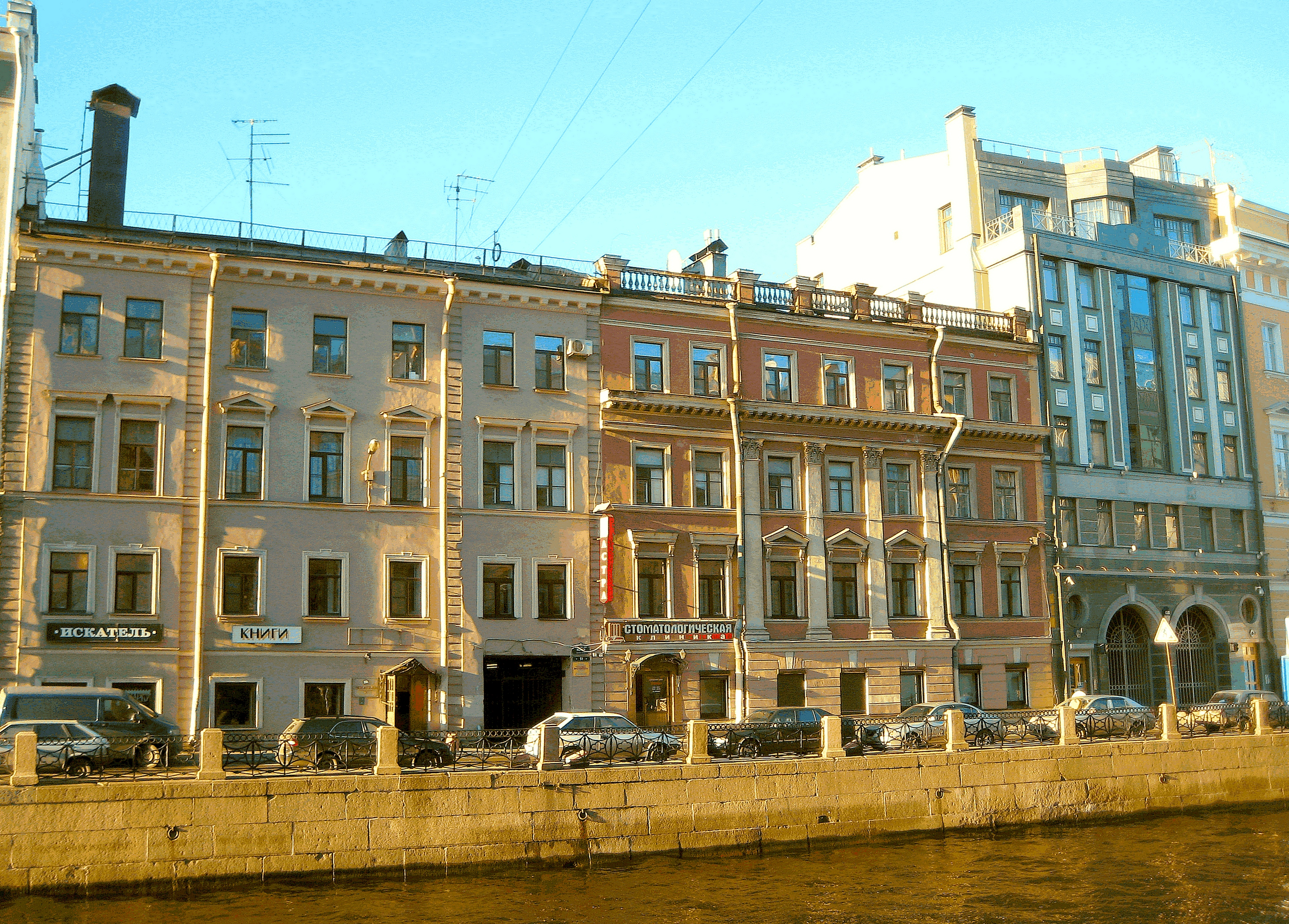
K.-K.-Feleisen-Haus an der Moika, St. Petersburg
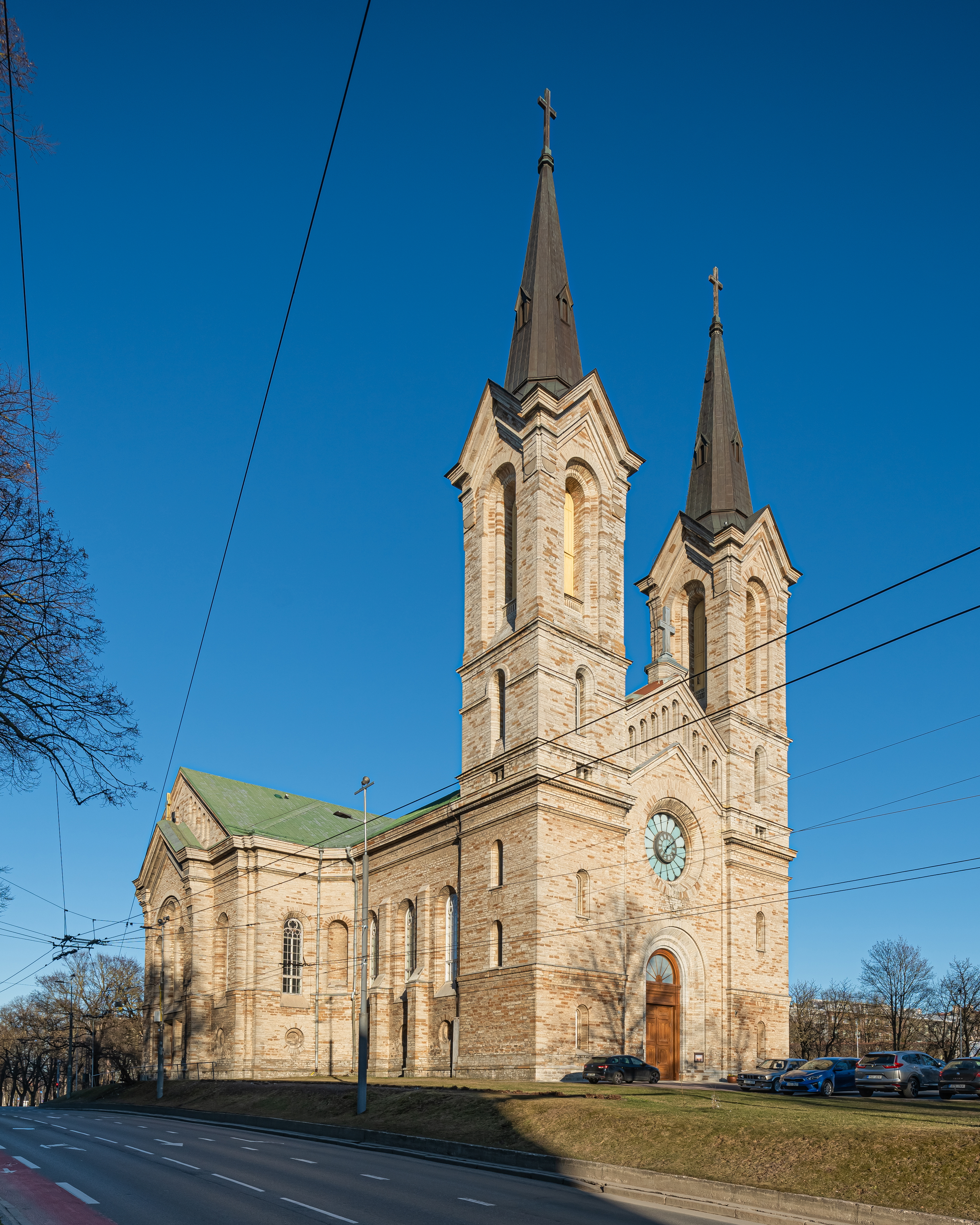
Karlskirche, Reval
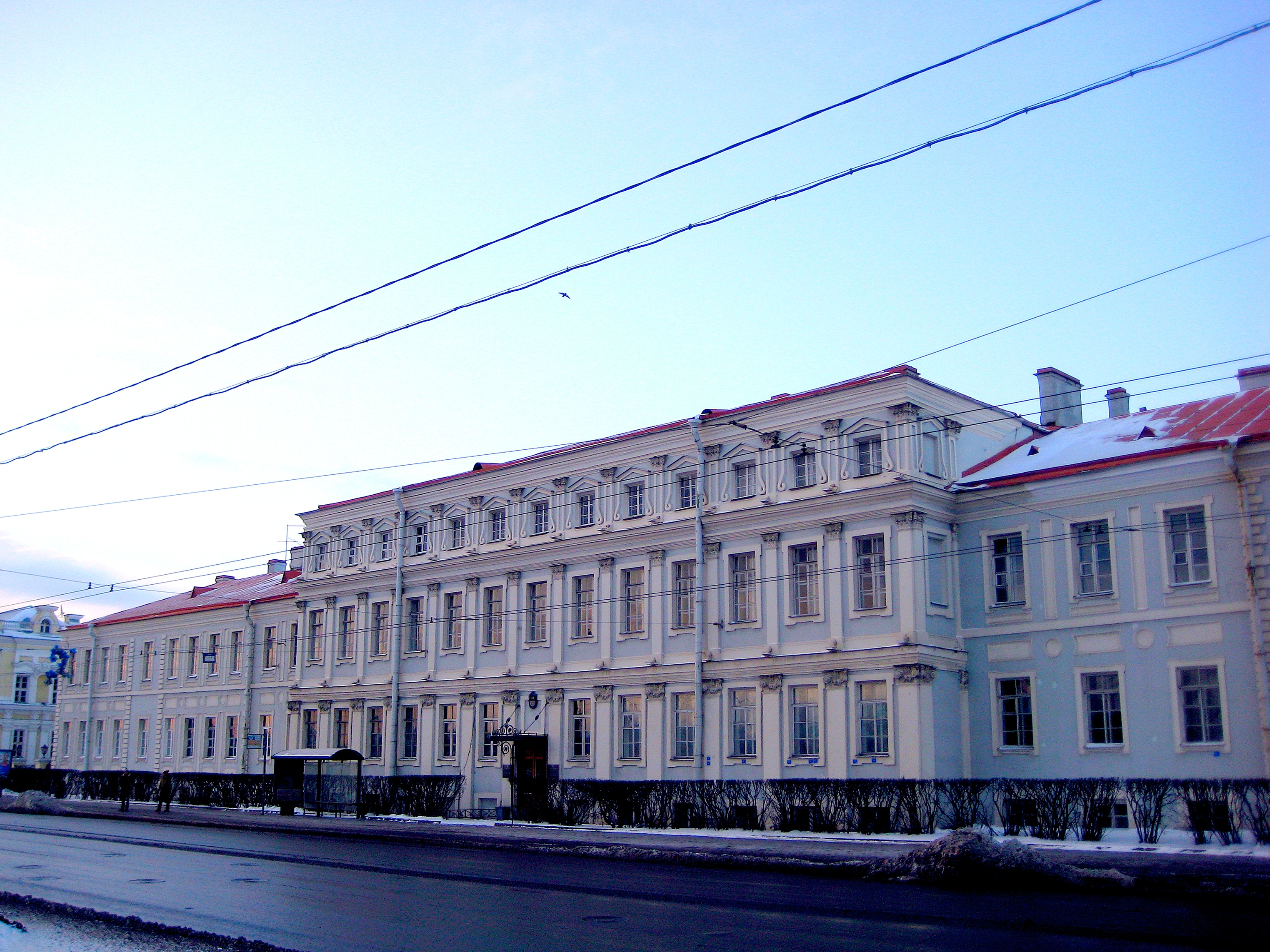
Palast Peters II. (Historisch-Philologisches Institut), Uniwersitetskaja Nabereschnaja 11, St. Petersburg
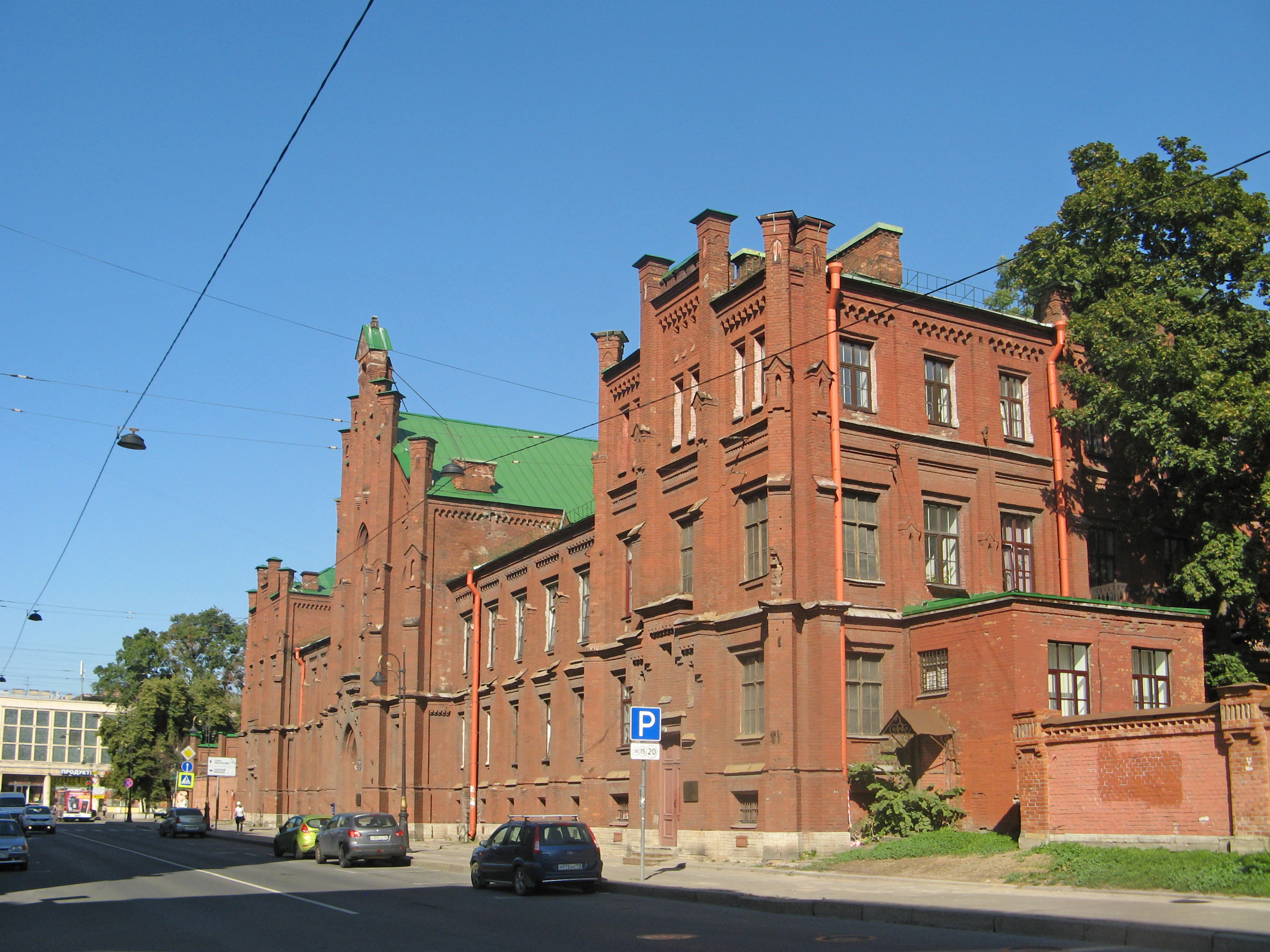
Evangelisches Frauenkrankenhaus, Ligowski-Prospekt 2–4, St. Petersburg
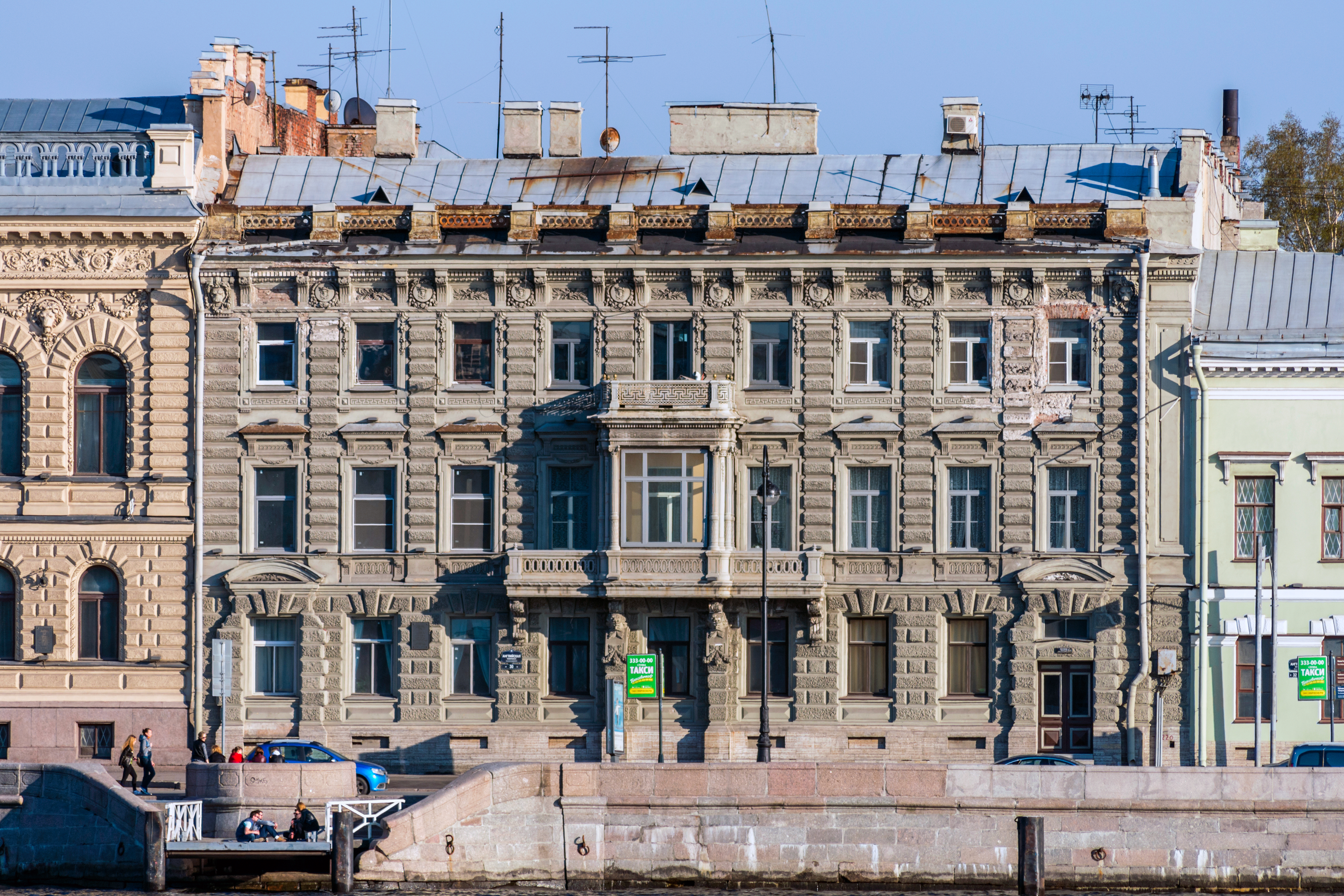
E.-M.-Meier-Villa, Angliskaja Nabereschnaja 30, St. Petersburg
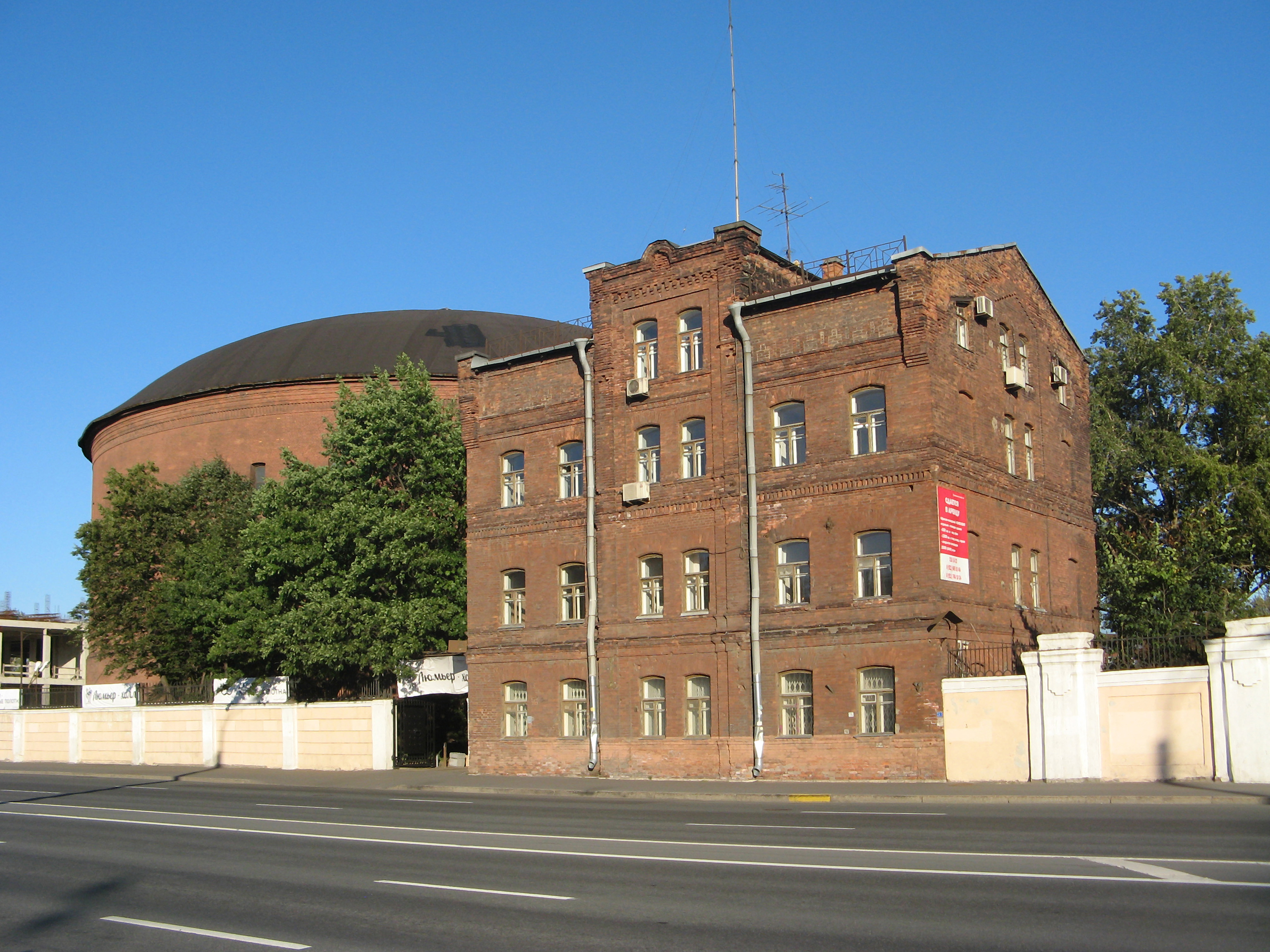
St. Petersburger Gaswerk am Obwodny-Kanal
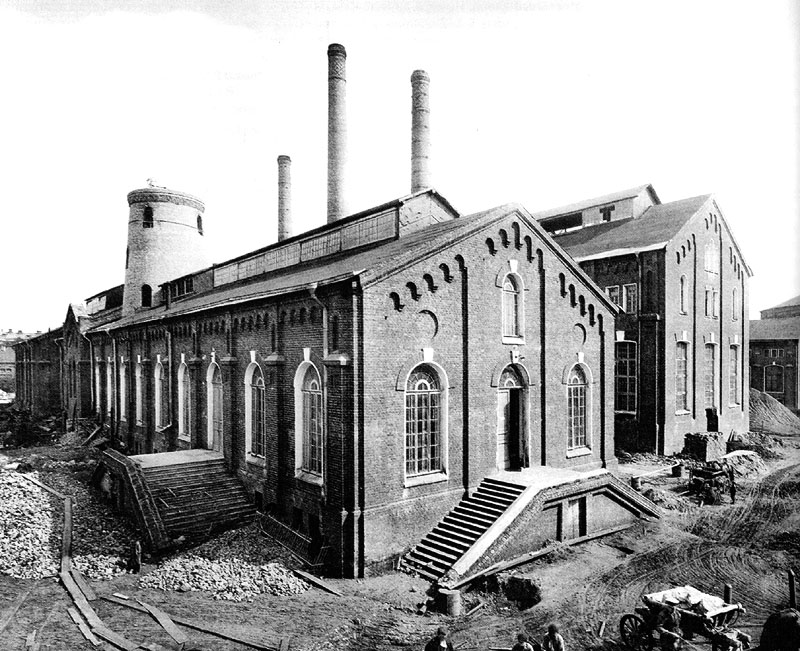
Moskauer Gaswerk